# Харківський міст
Харківський міст — міст через річку Харків. Розташований в місті Харкові на проспекті Героїв Харкова. Починаючи з 18 ст., його багато разів перебудовували. В різний час був дерев'яним, кам'яним, залізним і бетонним. Виконує важливу функцію сполучення центра зі східними районами міста.

## Історія

### 17 століття
Точна дата будівництва першого мосту на річці Харків невідома. У 1760 році жителям 2-ї харківської сотні було доручено або полагодити Мовчанівську греблю, або ж побудувати міст, розташувавши його нижче за течією. Точних відомостей, які роботи проводилися, немає, і, за даними 1767 року, в той час на річці були лише дві греблі і жодного моста. Навесні того ж року сильним паводком обидві греблі було зруйновано і через річку доводилося переїжджати на поромі. І тільки з 1770 року з'явилися перші письмові свідчення існування моста на річці Харків: факт будівництва моста відбитий в журналах Харківської губернської канцелярії. Міст будувався для військових цілей, за вказівкою російського генерала Петра Паніна, який хотів, щоби війська, які повинні були прибути до Харкова до 20 вересня, могли легко і швидко переправитися через річку в будь-яку погоду. До будівництва залучали працівників з Харківського, Хотомлянського і Липецького комісарств. Роботи були важкі, людей мало, змінювалися вони рідко, виникали проблеми з продовольством, тож працівники часто тікали за першої ж нагоди. Риштування звозили з навколишніх територій, але з його заготівлею та доставкою також були проблеми. Аби встигнути до терміну, довелося залучити будівельників з Мереф'янського, Ольшанського та Валківського комісарств.
Побудований дерев'яний міст доводилося щорічно лагодити, причому спочатку це було повинністю городян, що призводило до низької якості виконання ремонтних робіт. У 1783 році виникла пропозиція замінити міст кам'яним. Архітектор Ярославський склав проект і кошторис. Було віддано розпорядження про початок заготівлі лісу та каменю, про проведення берегоукріплювальних робіт з весни наступного року, однак через невдалий досвід будівництва кам'яного моста через річку Лопань, в 1784 році роботи було вирішено відкласти, а потім цей проект і зовсім скасували. Сильною повінню 26-29 березня 1785 року наявний міст було пошкоджено: потік води зніс контрфорси, підмив основи мосту, внаслідок чого вся конструкція осіла. У 1787 році було побудовано новий, але поки все ще дерев'яний міст. За його будівництвом стежив міський староста Ченцов і міщанин Янковський. У 1792 році проводився капітальний ремонт цього мосту.

### 18-19 століття
При генерал-губернаторові Долгорукову в першій половині 1840-х років було складено план робіт з берегоукріплення та проведено частину робіт. Біля Харківського мосту правий берег укріплено палями, але їх незабаром зруйнувала одна з повеней. Набережні ж планувалося відсипати з гною, що й було зроблено в районі Лопанського моста, незважаючи на те, що такі набережні змивали весняні розливи, забруднюючи річку набряклим гноєм. У 1847 році роботи було перервано через смерть губернатора.
Наступний генерал-губернатор Кокошкін в кінці 1840-х — першій половині 1850-х років продовжив роботи зі зміцнення берегів, оскільки з кожним роком під час повеней у районі Харківського мосту підмивало правий берег і була ймовірність появи нового рукава річки. Спочатку планували вирівняти 125 сажнів правого берега, відсипати укіс, викласти його великим кругляком і забити круглі дерев'яні палі. А по лівому березі протягом 60 сажнів планували відсипати земельну набережну, виклавши укіс дерном. Міст же пропонували побудувати новий, причому не коштом міста, а коштом земства. Новий міст було побудовано, берегоукріплювальні роботи проводили активно, початкові плани коректували в бік збільшення об'ємів робіт, але весняні розливи річки все одно періодично затоплювали лівий берег, відрізаючи Старомосковську вулицю від центру міста.
Дерев'яні мости вимагали щорічної лагодження, що призвело до активного будівництва кам'яних і залізних мостів на харківських річках в кінці 19 століття. У 1901 році замість дерев'яного було побудовано новий залізний Харківський міст на кам'яних опорах. Будівництво обійшлося в 172 тисячі рублів.
З 1883 по 1919 рік по мосту проходила лінія конки. З 23 жовтня 1923 року запущено трамвай. У роки Другої світової війни міст і трамвайні колії постраждали, але після звільнення міста вже 30 серпня 1943 року було відновлено рух трамваїв через міст. 14 серпня 1948 року відкрито тролейбусну лінію.

### Сучасний міст
До 300-річчя Переяславської ради в 1954 році було завершено будівництво нового моста (архітектор А. В. Межеровський). Міст виконано із залізобетону і прикрашено скульптурними групами на гранітних постаментах, розташованих на західному березі (скульптор М. Ф. Овсянкін). Північна мала символізувати єдність українського і російського народів — російський і український мужики, що взялися за руки. Перила та освітлювальні стовпи відлито з чавуну. Міст розташовано невисоко над водою, має дві додаткові опори на річці. По мосту здійснюється двосторонній рух автотранспорту по чотирисмуговій асфальтованій дорозі. Посередині мосту прокладено трамвайні колії, також проведено тролейбусну лінію.

## Цікаві факти
- У 1837 році в очікуванні проїзду імператорської сім'ї через міст було вирішено поліпшити непривабливий вид, що відкривався, на розташовані нижче за течією два Барабашовські водяні млини, на місці яких пізніше був побудований Кузнечний міст. Млини були закриті великим дощатим щитом, оформленим у вигляді замку з тріумфальними воротами.
- У 1920 року в ріці Харків спіймали останню стерлядь (під Харківським мостом), в 1938 — останню міногу[5].